# Плотниковский сельсовет (Курганская область)
Плотниковский сельсовет — муниципальное образование со статусом сельского поселения в составе Притобольного района Курганской области.
Административный центр — село Плотниково.

## История
В соответствии с Законом Курганской области от 6 июля 2004 года № 419 сельсовет наделён статусом сельского поселения.

## Население
| 1989 | 2002 | 2004 | 2010 | 2012 | 2013 | 2014 |
| ---- | ---- | ---- | ---- | ---- | ---- | ---- |
| 757  | ↗815 | ↗827 | ↘731 | ↗736 | ↘718 | ↘682 |
| 2015 | 2016 | 2017 | 2018 | 2019 | 2020 |      |
| ↗683 | ↘659 | ↘642 | ↘636 | ↘615 | ↘603 |      |

## Состав сельского поселения
| № | Населённый пункт | Тип населённого пункта       | Население |
| - | ---------------- | ---------------------------- | --------- |
| 1 | Плотниково       | село, административный центр | ↘603      |

В 2001 году упразднена деревня Кунгуровка.